# Lasiopodomys
Lasiopodomys är ett släkte av gnagare som ingår i familjen hamsterartade gnagare (Cricetidae).
Arter enligt Catalogue of Life och IUCN:
- Lasiopodomys brandtii, Mongoliet, nordöstra Kina, angränsande områden av Ryssland.
- Lasiopodomys fuscus, centrala Kina (provins  Qinghai).
- Lasiopodomys mandarinus, främst nordöstra Kina och Koreahalvön.

Arterna når en kroppslängd (huvud och bål) av 98 till 150 mm och en svanslängd av 19 till 30 mm. De påminner om åkersorkar (Microtus) i kroppsbyggnaden. Skillnaden består i avvikande detaljer av skallens och tändernas konstruktion. Pälsen har hos Lasiopodomys brandtii på ovansidan en sandgrå färg och artens undersida är vitaktig. De andra två arterna har brun päls på ryggen och grå päls vid buken.
Dessa gnagare lever i stäpper samt på ängar i bergstrakter eller i breda dalgångar. Levnadssättet är främst känt för Lasiopodomys brandtii. Den är aktiv på dagen och äter gräs, andra gröna växtdelar och rötter. Individerna skapar enkla underjordiska bon för korta vistelser och komplexa tunnelsystem. De senare har 4 till 12 ingångar och tunnlar som kan vara 30 meter långa. Gångarna ligger vanligen 14 till 24cm under markytan. Det finns 1 till 4 förvaringsrum samt 1 eller 2 sovrum. I de större bon lever flera individer tillsammans. På vintern kommer de inte upp till markytan.
När en population blir för stor äger ibland vandringar över 50 till 60 km rum där många individer deltar. Under våren strider hanarna om rätten att para sig. En hona kan ha flera kullar per år och per kull föds 5 till 12 ungar.